# Роберт Монро
Роберт Аллан Монро (англ. Robert Allen Monroe, *30 жовтня 1915 — 17 березня 1995) — американський письменник, автор книг про безтілесний досвід.

## Біографія
Народився в Лексінгтоні, штат Кентуккі, у сім'ї професора коледжу і медичного лікаря та був третім з чотирьох дітей. Дитинство провів в Кентуккі і Індіані. Поступив в Державний Університет Огайо, отримав степінь з інженерії в 1937 році. Працював режисером і сценаристом на двох радіостанціях. Через два роки Монро переїхав у Нью-Йорк, продовжував працювати в ЗМІ, випускаючи щотижневі передачі, і невдовзі заснував власну радіокомпанію. Монро займав посаду віце-президента і члена ради директорів мережі Mutual Broadcasting System, потрапив у список «Хто є хто в США» і публікувався в журналах і газетах.
В 1956 році компанія зайнялася дослідженням ефектів звукових хвиль на людську свідомість, включаючи можливість навчання під час сну. Більшу частину тестувань Монро проводив на самому собі. В 1958 році під час одного з експериментів він потрапив у стан, в якому свідомість була відокремлена від фізичного тіла. Монро застосував до цього стану, що в деяких джерелах називається «астральною проєкцією», термін БТП (безтілесне переживання).
Займаючись успішним радіомовним бізнесом, Монро почав експериментувати над власною свідомістю. В 1971 році Монро опублікував першу книгу, присвячену БТП — «Подорожі поза тілом». Книга привернула увагу наукових дослідників, медичних спеціалістів і багатьох інших.
Монро почав працювати над розробкою методів контролю і стимуляції виникнення нових станів свідомості в лабораторних умовах. Ці дослідження призвели до розробки технології Hemi-Sync, яка основана на ідеї синхронізації частот роботи півкуль мозку за допомогою бінауральних ритмів. У 1974 році був заснований Інститут Монро, який працює і сьогодні. Наступні двадцять років Монро продовжував свої дослідження. Він розробив цілу низку методик аудіостимулювання, які призначені для концентрації уваги, зняття стресу, покращення сну тощо.
У 1985 році вийшла друга книга Р. Монро — «Далекі подорожі», в якій описуються особисті переживання, які відчув автор за межами фізичної реальності. За рік до своєї смерті Монро написав заключну частину своєї трилогії — «Заключна подорож», в якій підводиться підсумок його дослідницької діяльності.
Почату Робертом Монро справу продовжила його дочка Лорі Монро (1951—2006), яка очолювала Інститут Монро з 1994 року.

## Твори
- Подорожі поза тілом = Journeys out of the body (1971) : пер. з англ. — М. : ТОВ Видавничий дім «Софія», 2007. — 320 с. — ISBN 5-220-00212-0.
- Далекі подорожі = Far Journeys (1985) : пер. з англ. — М. : ТОВ Видавничий дім «Софія», 2005. — 352 с. — ISBN 5-9550-0142-5.
- Заключна подорож = Ultimate Journey (1994) : пер. з англ. — М. : ТОВ Видавничий дім «Софія», 2005. — 288 с. — ISBN 5-9550-0143-3.

## Схожі автори
- Еммануїл Сведенборг
- Данило Андрєєв
- Карлос Кастанеда
- Лобсанг Рампа
- Роберт Брюс